# EFront
eFront je opensourcový elearningový program. Uživatelské prostředí je plně lokalizované do češtiny. Je alternativou robustních programů jakým je např. Moodle. Autorem programu je tým programátorů z Řecka.
Kromě komunitní edice, která je distribuována jako software s otevřeným zdrojovým kódem, existují tři komerční edice s upravenou sadou funkcí, zaměřené na profesionály ve vzdělávání, vzdělávací instituce a podniky. Všechny verze jsou poskytovány se zdrojovým kódem, ale pouze komunitní vydání používá licenci přijatou Open Source Initiative (OSI). Komerční verze eFrontu jsou distribuovány prostřednictvím partnerské sítě.

## Funkce
- Vedení uživatele (registrace a vytvoření 3 základních druhů uživatelů)
- Lekce, případně možnost pro placené kurzy
- Editace obsahu (WYSISWYG, je možné vkládat obrázky, zvuky, videa, také možnost komunikace a propojení na Facebook, youtube, atp.)
- Správce souborů a digitální knihovny (nahrávání, prohlížení a sdílení souborů)
- Testy, tvorba vlastních testů s autoevaluací
- Podpora SCORM (export a import souborů ve SCORM formátu nebo jiném s tímto kompatibilním)
- Projekty, neboli také domácí úkoly
- Průzkumy (průzkum a analýza zevnitř nebo z vnější pozice "host")
- Zprávy, uvnitř systému a také možnost posílat zprávy mimo systém
- Systémové zprávy a zprávy o činnosti uživatelů
- Pravidla přístupu
- Pokrok (informace pro uživatele o jeho postupu v lekci)
- Komunikace (komunikační nástroje - chat, fórum, e-mail, ...)
- Glosář
- Certifikace (možnost vytvoření vlastního certifikátu)
- Úprava a použitelnost (drag-and-drop přeskupit komponenty nebo vizuálně upravit)
- Hledání (dotaz se vyhledává z lekcí, zpráv a fóra)
- Multilingual (je snadné přidat nový jazyk, Unikód UTF-8)
- Administrace (uživatel je i sám sobě správcem, může rozšířit funkčnost systému)
- Bezpečnost a řízení přístupu (podpora LDAP)
- Moduly